# 颈手枷

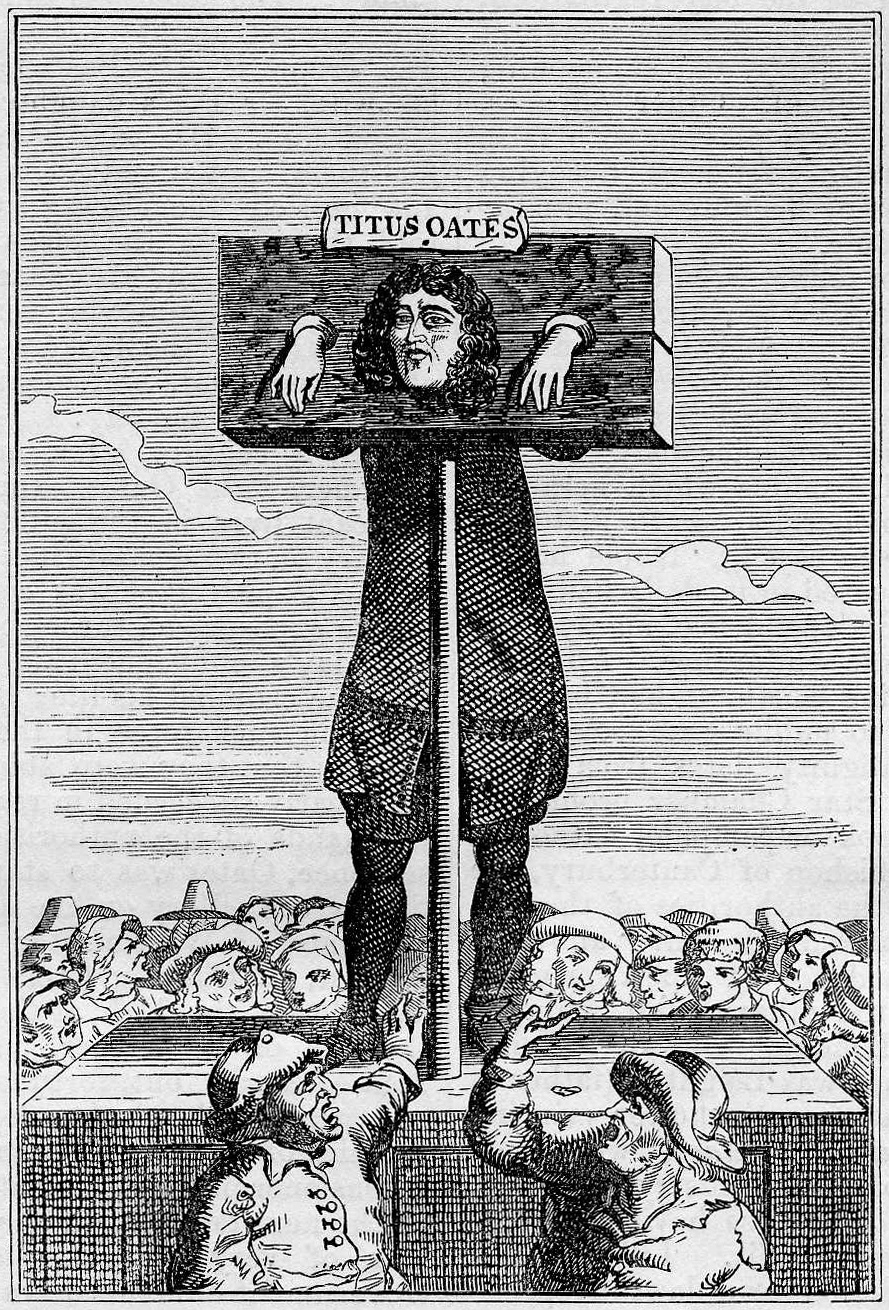
17世纪的颈手枷

颈手枷是中世纪至文艺复兴时期歐洲的一种木制或金属刑具，固定在立柱上，颈手枷上有孔洞，專門用來禁锢头部与双手。犯人在被當眾羞辱時候會被套上颈手枷，犯人此時的肉体也會受到伤害。